# Almacenamiento de conexión directa

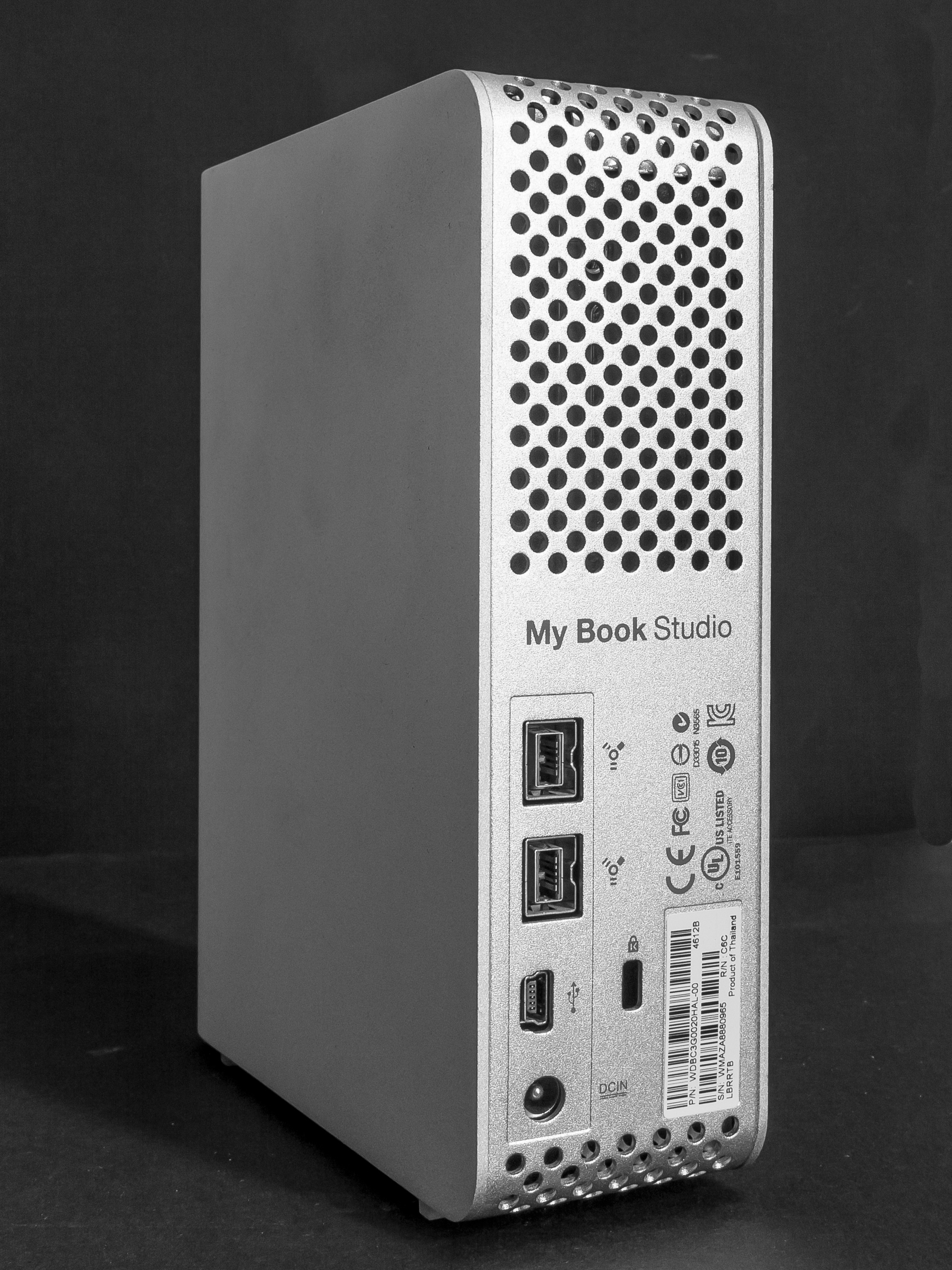
Ejemplo de un DAS con puertos USB y FireWire (obsoletos)

El almacenamiento de conexión directa, Direct Attached Storage (DAS), es el método tradicional de almacenamiento. Consiste en conectar el dispositivo de almacenamiento directamente al servidor o estación de trabajo, es decir, físicamente conectado al dispositivo que hace uso de él.
Tanto en DAS como en Storage Area Network (SAN), las aplicaciones y programas de usuarios hacen sus peticiones de datos al sistema de archivos directamente. La diferencia entre ambas tecnologías reside en la manera en la que dicho sistema de archivos obtiene los datos requeridos del almacenamiento. En un DAS, el almacenamiento es local al sistema de archivos, mientras que en un SAN, el almacenamiento es remoto.
En el lado opuesto se encuentra la tecnología Network-Attached Storage (NAS), donde las aplicaciones hacen las peticiones de datos a los sistemas de archivos de manera remota.

## Características
Los protocolos principales usados en DAS son SCSI, Serial Attached SCSI (SAS) y Fibre Channel.
Tradicionalmente, un sistema DAS habilita capacidad extra de almacenamiento a un servidor, mientras mantiene alto ancho de banda y tasas de acceso.
Un típico sistema DAS está hecho de uno o más dispositivos de almacenamiento como discos rígidos, y uno o más controladores. 
La interfaz gráfica de usuario con el servidor o con la estación de trabajo está hecha por medio de un host bus adapter (HBA).
Un típico sistema DAS provee controladores embebidos. El manejo del RAID es off-load, o simplemente sin RAID. Los HBA pueden ser usados reduciendo costos. Los controladores RAS también habilitan acceso compartido al almacenamiento, que permite servidores múltiples (no más de cuatro) para acceder a la misma unidad lógica, una característica que es simplemente usada para clustering. En este punto, los sistemas DAS de alto rango comparten similitudes con los sistemas SAN de nivel básico.

## Desventajas
Se está usando el término DAS como "islas de información"
Las desventajas de DAS incluyen incapacidad para compartir datos o recursos no usados con otros servidores.
Ambas arquitecturas, NAS (almacenamiento adjuntado en red) y SAN (red de área de almacenamiento), intentan tratarlas, pero introducen nuevas cuestiones a tratar, tales como altos costos iniciales, manejabilidad, seguridad y contención para recursos.